# ファウデ

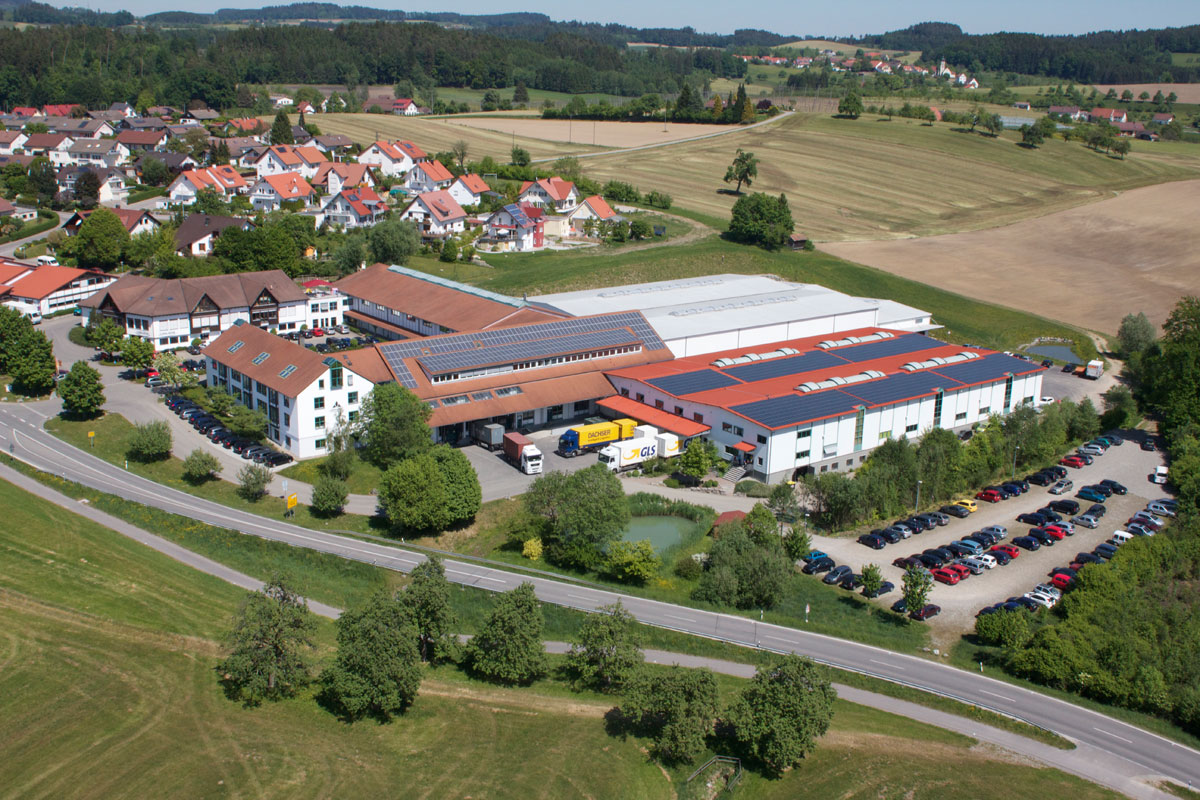
Vaude本部Tettnang、ドイツ、2013年

VAUDE は ドイツ のスポーツ用品メーカー。特に登山用品には定評がある。 本社は アルプスのふもと、ボーデン湖の近くドイツのTettnangテットナンにあります。創業は1974年、登山家である アルブレヒト-フォン-デービッツによる。 社名は彼の名前Von Dewitzからとられた。2009年には彼の娘 Antje von Dewitz（アンツィエ）が代表なる。
製品は テント、 バックパック、 寝袋等。 マウンテンスポーツ部門,バイク部門,タウンユースのパクスン・バッグ部門の3つの部門がそれぞれの製品を開発している。社員はドイツ本社だけで486人いる。 ベトナムにも協力工場があり、創業者のアルブレヒトが現在も直接指導を続けている。
ＣＥＯのアンツィエ・フォン・デービッツはドイツにおける環境問題の先駆者でもあり、たびたび新聞・雑誌・テレビに登場している。
2006年にはEdelridがVaudeの傘下となる。2008年にはLucey(クライミング用品）、Markill（キャンピング用品)がEdelridブランドに統合された。 MarkillはMarsteller & Killman社のブランドであり、この会社は1866年にThuringiaで創業、1907年にKettwingで設立された。Marstelller&Killmany社はコンロ、調理器具、食品容器やアルミボトルを製造していた。 2017年には登山靴・服メーカーのRed Chiliを傘下に収めた。

## 企業の社会的責任-環境保護
ファウデ社は創業者自らが登山家でもあり、アウトドアー用品のメーカーであるので環境保全について力を注いでいる。素晴らしい自然を次世代に残す為に、有害な物質は使用しないという哲学を持つ。
地域活動にも力を注ぎ、働く母親の為の保育園を作り 約30名の子どもたちを受け入れている。また、閉鎖されようとしていた地方公共プールを存続させるために買い取っている。
2014年、Global Reporting Initiative のガイドラインに沿った企業責任報告書をまとめる。2010年、テキスタイル産業の職場環境改善を目的としたFair Wear Foundationのメンバーとなる。製造工程における環境と安全性の向上を目的として、ファウデ社はbluesign produciton standardを適用している。

## VAUDE主催選手（過去と現在)
VAUDE主催のチームと選手：
- チーム Colnago (サイクルスポーツ、 エヴァLechner）
- チームセンチュリオンVAUDE(サイクルスポーツ)
- アンジェラEiter (ワールドカップチャンピオン)
- Kilian Fischhuber(ボルダリング ワールドカップチャンピオン)